# Open GDF Suez
Open GDF Suez — профессиональный женский теннисный турнир, проводившийся с 1993 по 2014 годы на стадионе имени Пьера де Кубертена в Париже, Франция.

## Общая информация
Профессиональный женский тур играл в столице Франции с 1968 года: именно тогда данный статус получил Roland Garros; в 1975 году ассоциация провела в Париже зальный турнир; а в 1987-92 годах здесь проводилось грунтовое соревнование, которое и было накануне сезона-93 переформатировано и перенесено в календаре с сентября на февраль.
Титульным спонсором турнира с первого сезона проведения являлась компания Gaz de France (с 2009 года это место занимает её правопреемница — компания GDF Suez).
Самой титулованной спортсменкой в истории одиночного турнира является француженка Амели Моресмо, а парного — американка Лизель Хубер и чешка Квета Пешке.

## Финалы разных лет

### Одиночный разряд
| Год  | Чемпионка               | Финалистка       | Счёт финала      |
| ---- | ----------------------- | ---------------- | ---------------- |
| 2014 | Анастасия Павлюченкова  | Сара Эррани      | 3-6, 6-2, 6-3    |
| 2013 | Мона Бартель            | Сара Эррани      | 7-5, 7-6(4)      |
| 2012 | Анжелика Кербер         | Марион Бартоли   | 7-6(3), 5-7, 6-3 |
| 2011 | Петра Квитова           | Ким Клейстерс    | 6-4, 6-3         |
| 2010 | Елена Дементьева        | Луция Шафаржова  | 6-7(5), 6-1, 6-4 |
| 2009 | Амели Моресмо (3)       | Елена Дементьева | 7-6(7), 2-6, 6-4 |
| 2008 | Анна Чакветадзе         | Агнеш Савай      | 6-3, 2-6, 6-2    |
| 2007 | Надежда Петрова         | Луция Шафаржова  | 4-6, 6-1, 6-4    |
| 2006 | Амели Моресмо (2)       | Мари Пьерс       | 6-1, 7-6(2)      |
| 2005 | Динара Сафина           | Амели Моресмо    | 6-4, 2-6, 6-3    |
| 2004 | Ким Клейстерс           | Мари Пьерс       | 6-2, 6-1         |
| 2003 | Серена Уильямс (2)      | Амели Моресмо    | 6-3, 6-2         |
| 2002 | Венус Уильямс           | Елена Докич      | Без игры         |
| 2001 | Амели Моресмо           | Анке Хубер       | 7-6(2), 6-1      |
| 2000 | Натали Тозья            | Серена Уильямс   | 7-5, 6-2         |
| 1999 | Серена Уильямс          | Амели Моресмо    | 6-2, 3-6, 7-6(4) |
| 1998 | Мари Пьерс              | Доминик ван Рост | 6-3, 7-5         |
| 1997 | Мартина Хингис          | Анке Хубер       | 6-3, 3-6, 6-3    |
| 1996 | Жюли Алар-Декюжи        | Ива Майоли       | 7-5, 7-6(4)      |
| 1995 | Штеффи Граф             | Мари Пьерс       | 6-2, 6-2         |
| 1994 | Мартина Навратилова (2) | Жюли Алар-Декюжи | 7-5, 6-3         |
| 1993 | Мартина Навратилова     | Моника Селеш     | 6-3, 4-6, 7-6    |

### Парный разряд
| Год  | Чемпионки                                     | Финалистки                               | Счёт финала         |
| ---- | --------------------------------------------- | ---------------------------------------- | ------------------- |
| 2014 | Анна-Лена Грёнефельд Квета Пешке (3)          | Тимея Бабош Кристина Младенович          | 6-7(7), 6-4, [10-5] |
| 2013 | Сара Эррани Роберта Винчи                     | Андреа Главачкова Лизель Хубер           | 6-1, 6-1            |
| 2012 | Лиза Реймонд Лизель Хубер (3)                 | Анна-Лена Грёнефельд Петра Мартич        | 7-6(3), 6-1         |
| 2011 | Бетани Маттек-Сандс Меганн Шонесси            | Вера Душевина Екатерина Макарова         | 6-4, 6-2            |
| 2010 | Ивета Бенешова (2) Барбора Заглавова-Стрыцова | Кара Блэк Лизель Хубер                   | Без игры            |
| 2009 | Кара Блэк (2) Лизель Хубер (2)                | Квета Пешке Лиза Реймонд                 | 6-4, 3-6, [10-4]    |
| 2008 | Алёна Бондаренко Катерина Бондаренко          | Ева Грдинова Владимира Углиржова         | 6-1, 6-4            |
| 2007 | Кара Блэк Лизель Хубер                        | Габриэла Навратилова Владимира Углиржова | 6-2, 6-0            |
| 2006 | Эмили Луа Квета Пешке (2)                     | Кара Блэк Ренне Стаббз                   | 7-6(5), 6-4         |
| 2005 | Ивета Бенешова Квета Пешке                    | Анабель Медина Гарригес Динара Сафина    | 6-2, 2-6, 6-2       |
| 2004 | Барбара Шетт (2) Патти Шнидер (2)             | Сильвия Фарина-Элия Франческа Скьявоне   | 6-3, 6-2            |
| 2003 | Барбара Шетт Патти Шнидер                     | Марион Бартоли Стефани Коэн-Алоро        | 2-6, 6-2, 7-6(5)    |
| 2002 | Натали Деши Мейлен Ту                         | Елена Дементьева Жанетта Гусарова        | Без игры            |
| 2001 | Ива Майоли Виржини Раззано                    | Кимберли По Натали Тозья                 | 6-3, 7-5            |
| 2000 | Жюли Алар-Декюжи Сандрин Тестю                | Эмили Луа Оса Карлссон                   | 3-6, 6-3, 6-4       |
| 1999 | Ирина Спырля Каролин Вис                      | Елена Лиховцева Ай Сугияма               | 7-5, 3-6, 6-3       |
| 1998 | Сабина Аппельманс (2) Мириам Ореманс          | Анна Курникова Лариса Нейланд            | 1-6, 6-3, 7-6       |
| 1997 | Мартина Хингис Яна Новотна (3)                | Александра Фусаи Рита Гранде             | 6-3, 6-0            |
| 1996 | Кристи Богерт Яна Новотна (2)                 | Жюли Алар-Декюжи Натали Тозья            | 6-4, 6-3            |
| 1995 | Мередит Макграт Лариса Нейланд                | Манон Боллеграф Ренне Стаббз             | 6-4, 6-1            |
| 1994 | Сабина Аппельманс Лоран Куртуа                | Мари Пьерс Андреа Темешвари              | 6-4, 6-4            |
| 1993 | Яна Новотна Андреа Стрнадова                  | Джо Дьюри Катрин Сюир                    | 7-6(2), 6-2         |